# Cremersia platula
Cremersia platula là một loài thực vật có hoa trong họ Tai voi. Loài này được Feuillet & L.E.Skog mô tả khoa học đầu tiên năm 2002.